# Giovanni Lanfritto
Giovanni Lanfritto (Oderzo, 17 dicembre 1894 – ...) è stato un calciatore italiano, di ruolo difensore.

## Carriera
Vanta 80 partite nella massima serie, di cui 15 con l'Inter, con cui debuttò in campionato contro la sua ex squadra, il Brescia, perdendo per 1-0 il 5 ottobre 1924.
Con le rondinelle aveva fatto il suo esordio il 24 ottobre 1920 nella partita Brescia-Racing Libertas (1-1), giocando 31 gare in tre campionati.
Con la Cremonese disputò 36 partite.
Poi ha militato per alcune stagioni con la Canottieri Lecco.
Negli anni trenta giocò nell'Erbese.

## Palmarès

### Club

#### Competizioni regionali
- Promozione: 1

Cremonese: 1913-1914